# باب آیورسون
باب آیورسون (انگلیسی: Bob Iverson; ۱۷ اکتبر ۱۹۱۰ – ۱۹ ژوئیهٔ ۱۹۵۳) بازیکن فوتبال اهل بریتانیا بود.
از باشگاه‌هایی که در آن بازی کرده‌است می‌توان به باشگاه فوتبال ولورهمپتون واندررز، باشگاه فوتبال لینکولن سیتی، و باشگاه فوتبال استون ویلا اشاره کرد.